# Philipp Fussenegger

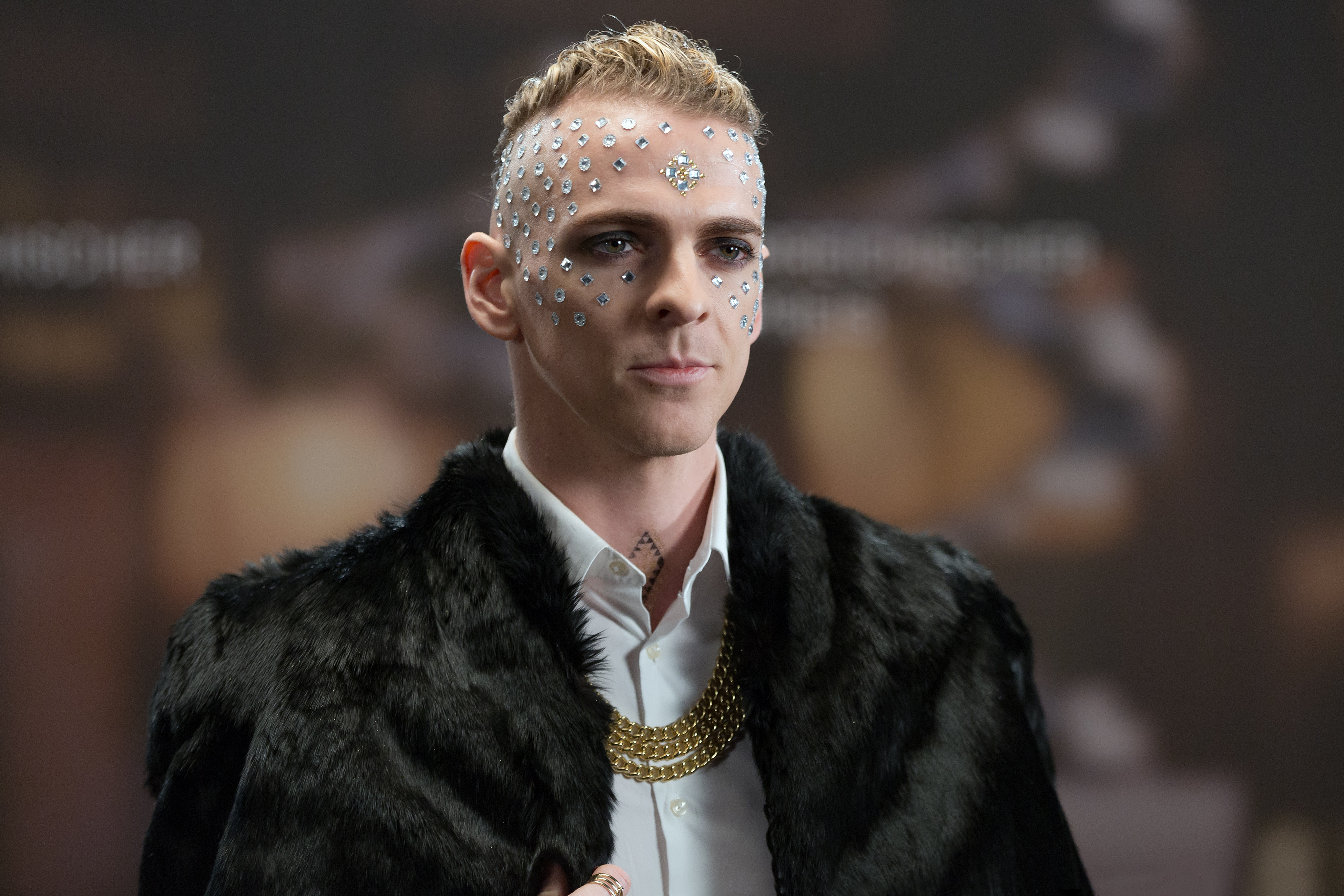
Philipp Fussenegger (2017)

Philipp Fussenegger (* 27. Oktober 1989 in Dornbirn) ist ein österreichischer Regisseur, Drehbuchautor, Produzent und Fotograf. Fussenegger ist außerdem Geschäftsführer der Filmproduktionsfirma Funfairfilms.

## Werdegang
Nach einer Ausbildung für Klassisches Klavier am Musikkonservatorium in Feldkirch begann Philipp Fussenegger 2008 eine Tätigkeit als Fotograf und Texter in der Werbebranche.
2010 absolvierte er ein „Bachelor of Arts Regiestudium“ in Salzburg und danach studierte er bis 2015 an der Kunsthochschule für Medien in Köln, wo er seinen Diplomfilm Henry drehte. Henry ging 2017 unter dem Label „Österreichische Kurzfilmschau 2017“ der Akademie des Österreichischen Films international auf Tour.
2016 schrieb, inszenierte und produzierte er mit Funfairfilms die Episode Geld spielt keine Rolex für die geplante Comedy-TV-Serie Die Schilehrer.
Diese sorgte für Kritik im österreichischen Vorarlberg.
Auch als Produzent konnte Fussenegger mit dem Film Bester Mann, den er in Kooperation mit der Kunsthochschule für Medien Köln produzierte, einen ersten Erfolg landen. Bester Mann wurde zuletzt auf dem Max-Ophüls-Preis als „Bester Mittellanger Film“ ausgezeichnet.
2021 eröffnete Fussenegger in Berlin das erste immersive Puppenbordell Cybrothel.
Im Jahr 2024 feierte der Film Teaches of Peaches, unter der Regie von Philipp Fussenegger und Judy Landkammer, seine Weltpremiere auf der Berlinale in der Kategorie Panorama. Der Film porträtiert die kanadische Sängerin Meryl Nisker, besser bekannt als Peaches. Teaches of Peaches erhielt den renommierten Teddy Award, eine angesehene Auszeichnung für queere Filme im Rahmen der Berlinale. Diese Anerkennung unterstreicht die künstlerische und kulturelle Bedeutung des Films innerhalb des Festivalprogramms.

## Filmografie
- 2010: Zu schön um wahr zu sein (Kurzfilm)
- 2015: Henry
- 2016: Die Schilehrer (Serie; Pilotfilm: „Geld spielt keine Rolex“)
- 2018: Bester Mann (Mittellanger Film)
- 2021: I am The Tigress (Langfilm)
- 2024: Teaches of Peaches (Langfilm)

## Auszeichnungen
- 2016 – First Steps Award für Henry
- 2017 – Nominierung Österreichischer Filmpreis 2017 für Henry in der Kategorien Bester Kurzfilm
- 2018 – Max-Ophüls-Preis als Bester Mittellanger Film für Bester Mann
- 2018 – Vorarlberger Kulturpreis (Anerkennungspreis) in der Kategorie Film[13]
- 2019 – Nominierung Österreichischer Filmpreis 2019[14] für Bester Mann in der Kategorien Bester Kurzfilm
- 2021 – Gewinner Bester Dokumentarfilm für I am The Tigress beim Porn Film Festival Vienna[15]
- 2024 – Teddy Award der Berlinale[16] für Teaches of Peaches als Bester Dokumentarfilm[17]

## Rezensionen
- Bayerischer Rundfunk: „Philipp Fussenegger macht vor, wie man mit wenigen Mitteln faszinierende Charaktere zeichnet – ohne zu viel zu verraten, ohne psychologisch herumzudoktern, einfach mit Bildern und Klängen, die einen fast hypnotischen Sog erzeugen.“[18]

- Jurybegründung des Max-Ophüls-Preis für „Bester Mann“: „Ein Junge auf der Suche nach Zugehörigkeit. Wenn er glaubt, einen Freund zu finden, ist uns schnell klar, dass dieser sein Bedürfnis nach Nähe ausnutzen wird, und wir schauen dabei zu, wie sich der Junge auf einen traumatischen Einschnitt in seinem Leben zubewegt. Diesen Weg erzählt der Film mit zwei unglaublich starken Darstellern, ambivalent, und mit einem Ende, das so mutig und kraftvoll ist, dass es den Zuschauer zur Auseinandersetzung zwingt.“[19]
- Die Jury des Porn Film Festival Vienna 2021, bestehend aus Paul Poet, Emre Busse und Alice Erik Anouk Moe, entschied sich für die Auszeichnung des Films mit folgender Begründung: „Es macht mal so richtig Freude, einen Hauptpreis an Kollegen zu übergeben: Der große Dok-Preis des Porn Film Festivals Vienna 2021, vertreten durch die Jury Paul Poet, Emre Busse und Alice Erik Anouk Moe, wurde mit klarem Abstand an den fantastischen österreichisch-deutschen Indie Movie „I AM THE TIGRESS“ von Philipp Fussenegger und Dino Osmanovic vergeben, ein Dok Noir über eine genderfluide Selbstneuerfindung, eine schwelgende, famos gefilmte, die Kinoklaviatur voll ausspielende Begleiterfahrung mit Bodybuilder-Goddess cum Camgirl und Dominatrix Tischa Thomas. Kleine Abstriche gab es thematisch (nur Kink & Body Positivity, aber kein Gevögel) und weil der Film seine großen Stil-Vorbilder (Inárritu, Aronofsky) sehr offensichtlich zur Schau stellt. Aber wer schert sich schon drum, wenn einen die Leinwandreise so herzwarm und mystery-geladen mitreißt.“[20]
- Jurybegründung für die Auszeichnung mit dem Teddy Award für Teaches of Peaches: Es ist an der Zeit, dass die zeitgenössische Kultur weiterhin ein schieres queeres Genie anerkennt, gerade wegen seiner wachsamen, lebendigen Art, denn Queerness ist hier das Mittel für einen geradlinigen, einsichtigen, kühnen Blick über den Sinn von Gemeinschaft, über Arbeit als Bindung und tägliches Erfinden, und über die Idee, Wissen und Weisheit durch Unterschiede zu teilen, und auch, damit Unterschiede strahlen und verunsichern – hier geht es schließlich um Queerness als ultimative Kunst des Lehrens. Der TEDDY AWARD für den besten Dokumentarfilm geht an Teaches of Peaches.[21]